# Silvio Pedroni
Silvio Pedroni (24 de janeiro de 1918 — 13 de junho de 2003) foi um ciclista italiano que competia em provas de ciclismo de estrada.
Competiu em duas provas nos Jogos Olímpicos de Londres 1948, obtendo o melhor desempenho na prova de estrada por equipes ao terminar na quarta posição. Na estrada individual, foi o décimo colocado. Competiu no Tour de France 1949.
Tornou-se um ciclista profissional em 1948 e competiu até o ano de 1956.